# フランシス・ローゼンブルース
フランシス・ローゼンブルース（英: Frances McCall Rosenbluth、1958年10月22日 - 2021年11月20日）は、アメリカの政治学者。専門は日本政治論。

## 経歴
1958年、両親の仕事の関係で大阪 で生まれた。5歳まで岐阜県に居住。その後母国に帰国し、バージニア大学卒業。コロンビア大学で修士号および博士号取得。その間、フルブライト奨学生として東京大学に留学（1985～86年）。帰国後、バージニア大学助教授、カリフォルニア大学ロサンゼルス校准教授を経て、1994年からイェール大学政治学部教授を務めた。アメリカ芸術科学アカデミーフェローおよびカウンシルメンバーに選出されたほか、イェール大学副学長（教務・FD・ダイバーシティ担当）、早稲田大学理事などを歴任する。
2021年、脳腫瘍（神経膠芽細胞腫）により死去。

## 著書
- Financial politics in contemporary Japan, Cornell University Press, 1989.

### 共著
- Japan's political marketplace, J. Mark Ramseyer and Frances McCall Rosenbluth, Harvard University Press, 1993.

『日本政治の経済学――政権政党の合理的選択』、川野辺裕幸・細野助博訳、弘文堂、1995年
- The politics of oligarchy: institutional choice in imperial Japan, J . Mark Ramseyer and Frances M. Rosenbluth, Cambridge University Press, 1995.

『日本政治と合理的選択――寡頭政治の制度的ダイナミクス1868-1932』、青木一益・永山博之・斉藤淳訳、勁草書房、2006年
- Japan transformed: political change and economic restructuring, Frances McCall Rosenbluth and Michael F. Thies, Princeton University Press, 2010.

『日本政治の大転換――「鉄とコメの同盟」から日本型自由主義へ』、徳川家広訳、勁草書房、2012年
- Women, work, and politics: the political economy of gender inequality, Torben Iversen and Frances Rosenbluth, Yale University Press, 2010.

### 編著
- The political economy of Japan's low fertility, edited by Frances McCall Rosenbluth, Stanford University Press, 2007.
- War and state building in medieval Japan, edited by John A. Ferejohn and Frances McCall Rosenbluth, Stanford University Press, 2010.